# Steve Cooney
Steve Cooney (Melbourne, 1953) is een Australisch-Ierse muzikant, componist en producer. Hij is vooral bekend de Ierse folkmuziek die hij maakt, produceert en promoot. 
Cooney bespeeld voornamelijk gitaar, basgitaar, keyboards en de didgeridoo. Hij vormt met Seamus Begley het duo Cooney & Begley, verder bekend van Stockton's Wing en speelde basgitaar in de begeleidingsband van Chuck Berry en wordt geroemd om zijn invloeden op de Ierse folkmuziek door zijn gitaarspel.

## Levensloop
Cooney werd geboren als Stephen Cooney in Australië en groeide op in de Aboriginese cultuur. In zijn geboorteland speelde hij vanaf zijn zeventiende in bands als Bushwackers, Fruitcake en de bekende folkrockband Redgum. Cooney's voorouders kwamen uit Ierland. Na een verblijf in Ierland in 1980, besloot hij in 1981 definitief naar Ierland te verhuizen. Daar sloot hij zich al snel aan bij de folkrockband Stockton's Wing, waar hij bassist was en ook de didgeridoo bespeelde. Daarnaast werkte hij met andere muzikanten en nadat hij stopte bij Stockton's Wing ging hij ook aan de slag als producer. Hij werkte met onder meer met Sharon Shannon, Mary Black, Altan, Dermot Byrne, Seamus Begley en Pádraigín Ní Uallacháin.
Naast de muziek zet hij zich ook in voor de Ierse taal, zo nam hij 2000 een educatief album op voor schoolkinderen met Ierse muziek van Canon Goodman. Tussen 2010 en 2011 was hij getrouwd met Sinéad O'Connor, met wie hij ook muzikaal heeft samengewerkt. In 2020 kreeg hij de Lifetime Achievement Award tijdens de RTÉ Folk Awards voor zijn gehele oeuvre.

## Discografie
Met Stockton's Wing
- Light in the Western Sky, 1982
- American Special, 1984/85
- Stockton's Wing Live - Take one, 1985
- Full Flight, 1986
- Celtic Roots, 1988

Andere albums
- Meitheal, met Seamus Begley - 1997
- Susan McKeown - Blackthorn: Irish Love Songs - Arranger, Guitar
- Mary Black - Full Tide - Vocals (Background), Spanish Guitar, Hi String Guitar, Mandolin
- Various Artists - Hands Across the Water - Bass (Electric)
- Secret Garden - Earthsongs - Guitar (Acoustic), Guitar, Mandolin
- Sharon Shannon - Each Little Thing - Didjeridu, Digital Editing, Guitar
- Altan - Local Ground - Bass
- Various Artists - This Is Bungalow
- Sharon Shannon - Libertango - Guitar
- Met Pádraigín Ní Uallacháin - An Dealg Óir
- Met Pádraigín Ní Uallacháin - Ailleacht (Beauty) - 2005